# Nguyễn Thúc Hào

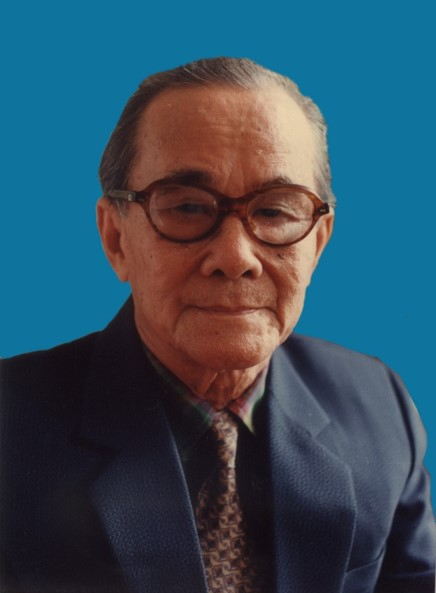
Giáo sư Nguyễn Thúc Hào

Nguyễn Thúc Hào (6 tháng 8 năm 1912 – 9 tháng 6 năm 2009) là một giáo sư người Việt Nam. Ông đã từng giữ chức Hiệu trưởng Trường Đại học Sư phạm Vinh, Tổng Thư ký kiêm Quyền Giám đốc Trường Đại học Khoa học Hà Nội, ngay từ những ngày đầu thành lập nước. Sau đó, ông được bầu làm Phó Chủ tịch Hội Toán học Việt Nam (Chủ tịch là GS Lê Văn Thiêm). Lê Văn Thiêm và Nguyễn Thúc Hào là hai nhà toán học đầu tiên được Nhà nước công nhận chức danh Giáo sư đại học.

## Tiểu sử
Ông sinh tại Nam Đàn, Nghệ An trong một dòng họ khoa bảng nổi tiếng. Ông nội là cụ Nguyễn Thúc Kiều, Cử nhân nho học, thầy dạy của nhà chí sĩ Phan Bội Châu. Cha là cụ Nguyễn Thúc Dinh đỗ Phó bảng, Thượng thư Bộ Lại triều đình nhà Nguyễn (tương đương Bộ trưởng Bộ Nội vụ).
Năm 1924, Nguyễn Thúc Hào thi đỗ thủ khoa vào trường Trường Quốc học Huế, Đại tướng Võ Nguyên Giáp đỗ á khoa. Đây cũng là người bạn thân học tập và làm việc cùng trong nhiều năm về sau này. Năm 1925, ông chuyển ra Hà Nội, vào học Trường Trung học Albert Sarraut.
Năm 1929, ông sang Pháp và thi đỗ tú tài toán tại Aix-en-Provence. Theo học dự bị đại học tại Trường Saint Louis nổi tiếng ở Paris, ông chuẩn bị thi vào các "trường lớn" của nước Pháp. Nhưng do không quen chịu rét, ông rời Paris xuống miền nam, theo học Trường Đại học Khoa học Marseille, bên bờ Địa Trung Hải.
Sau 4 năm học tập, ông thi lấy 6 chứng chỉ: toán học đại cương, giải tích toán học, vật lý đại cương, cơ học lý thuyết, cơ học chất lỏng và thiên văn học. Ngoài ra, ông còn viết xong luận văn cao học, nay gọi là thạc sĩ, về một đề tài liên quan đến hình học và cơ học.
Năm 1935, ông trở về dạy toán tại trường Trường Quốc học Huế. Sau Cách mạng tháng Tám, ông được cử làm giám đốc Vụ Trung học Trung Bộ.
Chẳng bao lâu sau, ông chuyển ra thủ đô Hà Nội, nhận chức tổng thư ký kiêm giám đốc trường Đại học Khoa học Hà Nội – tiền thân của Trường Đại học Tổng hợp Hà Nội, nay là trường Đại học Khoa học tự nhiên, Đại học Quốc gia Hà Nội. Ông đã mời một số nhà khoa học nổi tiếng đến dạy ở trường: Tạ Quang Bửu, Ngụy Như Kon Tum dạy vật lý, Hoàng Xuân Hãn dạy toán...

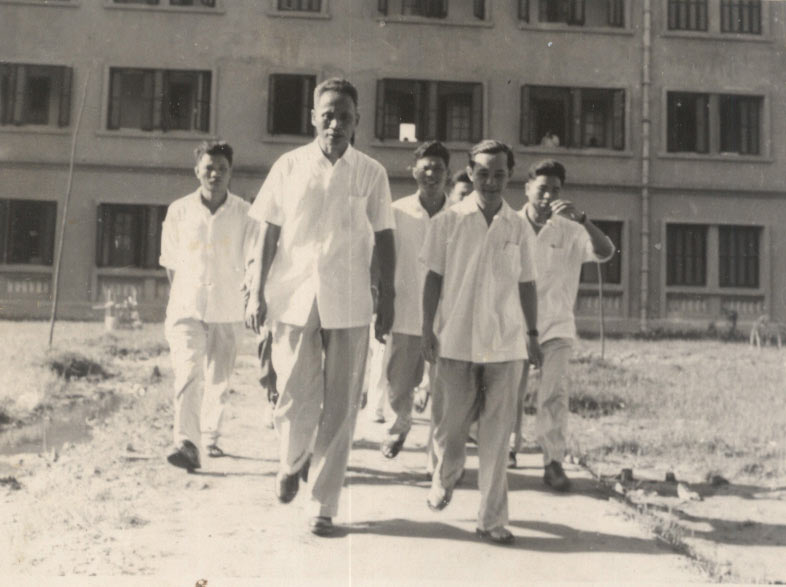
Giáo sư Nguyễn Thúc Hào và cố Thủ tướng Phạm Văn Đồng.

Sau khi Hà Nội giải phóng, ông giữ chức phó hiệu trưởng trường Trường Đại học Sư phạm Hà Nội, bên cạnh giáo sư hiệu trưởng Phạm Huy Thông.
Tiếp đó là 15 năm liền, 1959–1974, ông trở về quê hương, xây dựng trường ĐH Vinh từ những ngày đầu sơ khai. Ông là hiệu trưởng đầu tiên của trường trường Đại học Sư phạm Vinh. Đây là trường đại học tiền tuyến của miền Bắc XHCN và là trường ĐH lớn thứ hai của Việt Nam (sau hệ thống Đại học Quốc gia).
Ông còn là một nhà hoạt động xã hội nhiều mặt, như đại biểu Quốc hội ba khóa liên tiếp (II,III, IV), Phó chủ tịch Ủy ban Mặt trận Tổ quốc tỉnh Nghệ An, Ủy viên ban chấp hành Hội Hữu nghị Việt – Pháp.
Ông mất ngày 9 tháng 6 năm 2009 tại bệnh viện Hữu Nghị, Hà Nội sau một thời gian dài nằm viện.

## Tặng thưởng
- Huân chương kháng chiến chống Pháp hạng Nhì, Ba
- Huân chương kháng chiến chống Mỹ hạng nhất
- Huân chương Lao động hạng nhất.

## Gia đình

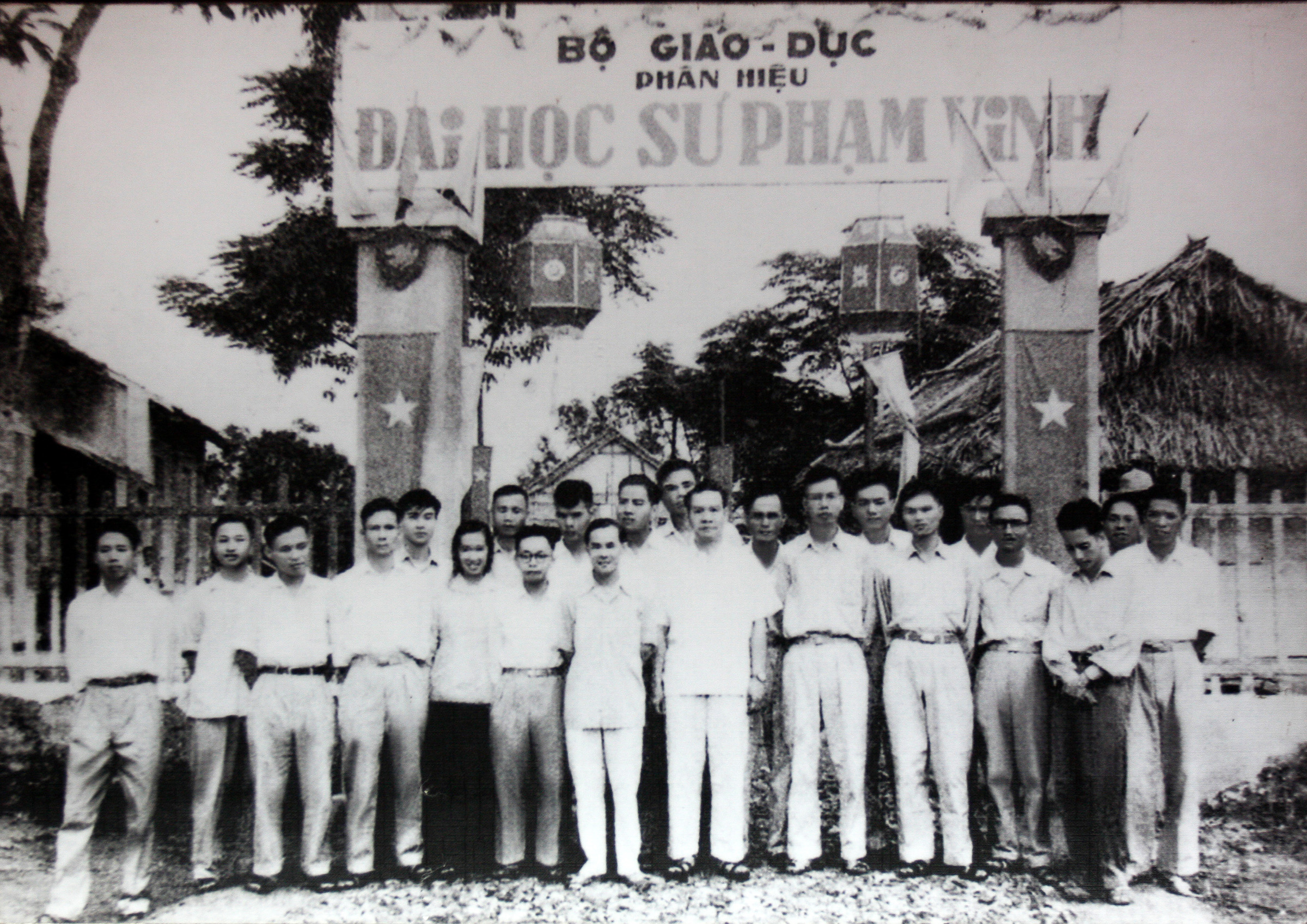
Giáo sư Nguyễn Thúc Hào và các cán bộ Trường Đại học Vinh.

- Giáo sư Nguyễn Thúc Hào và Đại tướng Võ Nguyên Giáp, người bạn, đồng nghiệp trong nhiều năm.Giáo sư Nguyễn Thúc Hào và các cán bộ Trường Đại học Vinh.Ông nội là cụ Nguyễn Thúc Kiều, cử nhân nho học, thầy dạy của nhà chí sĩ Phan Bội Châu. Ông Kiều đỗ Cử nhân năm Mậu Dần (1878) dưới triều Tự Đức., được bổ dụng làm Hành tẩu Bộ Công, hàm Biên tu (1880). Năm 1881, ông từ quan về quê mở trường dạy hoc. Giữa năm 1885, được tin Kinh thành Huế thất thủ, ông bèn đóng cửa trường. Buồn phiền, uất hận, ông nhịn ăn và hơn tháng sau ông qua đời vào ngày mùng 3 tháng 7 năm Ất Dậu (1885) hưởng dương 36 tuổi. Ông còn có tên hiệu là Anh Lâm. Cụ Phan Bội Châu đã viết (xem Phan Bội Châu niên biểu – Nhà xuất bản Văn Sử Địa – Hà Nội): "…Năm 13 tuổi, tôi vẫn ở nhà học cha tôi và xin tập văn ở trường Nguyễn tiên sinh ở làng Xuân Liễu. Tiên sinh tên là Kiều rất thâm thuý về Hán học. Tiên sinh rất yêu tôi, nhiều lúc Người đã đi mượn sách quý của các đại gia về cho tôi đọc, nhờ thế tôi được hiểu biết thêm nhiều (trang 26)". Sau khi ông Kiều mất, các triều vua Tự Đức, Hàm Nghi, Khải Định, Bảo Đại đã truy tặng phẩm tước, cao nhất là "Gia nghị Đại phu hàm thái thường tự khanh". Năm 1925, cụ Phan đã làm bài văn bia tưởng nhớ thầy học của mình, trong đó có đoạn: "…Trong khoảng Hùng sơn Lam thủy có khí thịnh bàng bạc chung đúc nên người, thỉnh thoảng lại có bậc anh hùng tuấn tú xuất hiện. Tiên sinh sinh ra là người đĩnh ngộ, tính ham đọc sách, ít nói cười. Được lệnh tiên công truyền dạy lối từ chương cử nghiệp, tiên sinh hạ bút là thành văn…Cuối đời Tự Đức, quân Tây dương thuận dòng sông nước xâm phạm kinh thành, tiên sinh bèn bỏ quan, rời khỏi đế đô, lui về lo việc tu dưỡng cuối đời. Tiên sinh đóng cửa, chỉ lo dạy học trò và để tâm vào sự nghiệp trước tác, ngâm nga ca vịnh, thả lòng theo cảnh núi non, sông nước; nếu có ai đem việc thế tục đến hỏi thì tiên sinh chỉ trậm mặc không đáp… Châu tôi lúc còn trẻ được hầu tiên sinh, học tập được rất nhiều ở phẩm hạnh của tiên sinh."

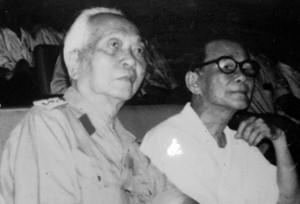
Giáo sư Nguyễn Thúc Hào và Đại tướng Võ Nguyên Giáp, người bạn, đồng nghiệp trong nhiều năm.

- Cha là cụ Nguyễn Thúc Dinh, đỗ phó bảng, Thượng thư Bộ Lại triều đình nhà Nguyễn[3] (tương đương Bộ trưởng Bộ Nội vụ), đã từng nhận được Bắc đẩu bội tinh và Long bội tinh. Năm 1930–1931, phong trào Xô Viết Nghệ Tĩnh lên cao, thực dân Pháp hoang mang lo sợ. Chúng bắt Triều đình Huế phải đưa quan lại người địa phương về cai trị dân địa phương. Một hôm, viên Công sứ Pháp nói với ông Dinh là sẽ đưa ông về làm Tổng đốc Nghệ An. Ông không đồng ý. Thế là bọn Pháp ra lệnh cho Nam Triều cho ông về hưu sớm trước tuổi quy định. Ông đưa vợ con về Huế ở, mãi đến năm 1933 khi phong trào Xô Viết đã dịu lắng do bị Tây đán áp, ông mới đem gia đình về quê Hồ – Liễu thăm viếng mồ mả và bà con nội ngoại. Cách mạng Tháng Tám thành công. Nận đói hoành hành. Ông tham gia đi phát chẩn, tham gia các tuần lễ quyên góp ủng hộ cách mạng, hội nhập phong trào Mùa đông binh sĩ, dự đấu giá áo lụa và chân dung Bác Hồ, cho mượn nhà mở lớp bình dân học vụ,… Ông là nhân sỹ trong Mặt trận Liên Việt.
- Các con: Nguyễn Thúc Hoàng được bầu làm phó chủ tịch kiêm tổng thư ký Hội Kiến trúc sư Việt Nam nhiều khóa; Nguyễn Thúc Hải là giáo sư, tiến sĩ, nguyên chủ nhiệm Khoa Công nghệ thông tin của Đại học Bách khoa Hà Nội, Uỷ viên Hội đồng Chức danh Giáo sư Nhà nước (nhiệm kỳ 2014–2019); Nguyễn Thúc Hà là tiến sĩ Hóa Lý tu nghiệp tại Đức...

## Đóng góp

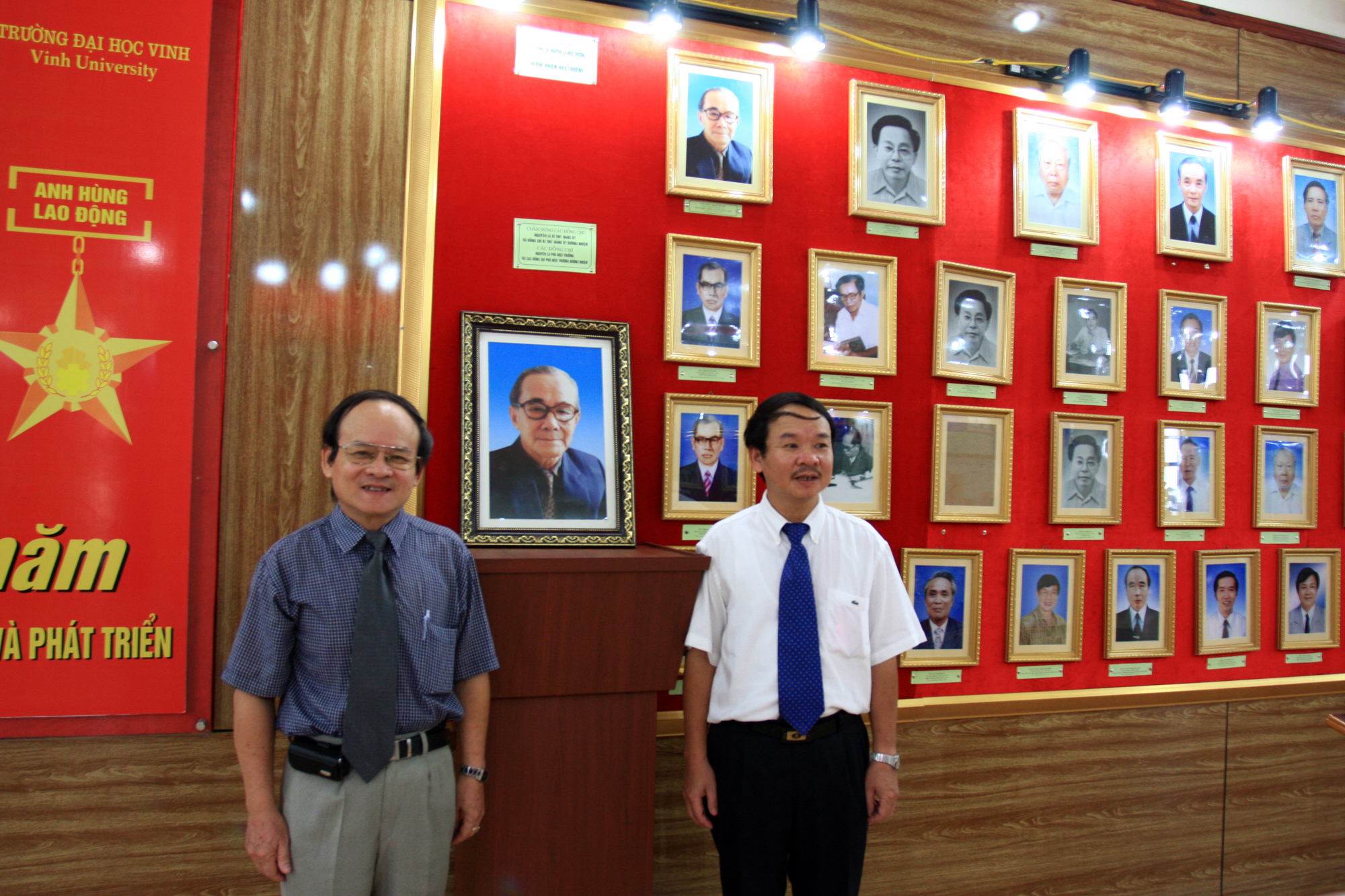
Hình ảnh Giáo sư Nguyễn Thúc Hào tại Trường Đại học Vinh (tỉnh Nghệ An).

Năm 1959, GS Nguyễn Thúc Hào được bổ nhiệm làm Hiệu trưởng Trường ĐHSP Vinh (tiền thân của Đại học Vinh hiện nay). Năm học đầu 1959-1960, cơ ngơi của trường chỉ có hai dãy nhà hoang. Thư viện lèo tèo vài nghìn cuốn sách. Cả trường vẻn vẹn có 17 cán bộ giảng dạy, 159 sinh viên. GS Hào cùng tập thể nhà trường và chính quyền địa phương bắt tay "nhen nhóm". Sau 5 năm, cơ ngơi đã khá: 4 ngôi nhà cao tầng làm thư viện, phòng thí nghiệm, nơi ở, làm việc và học tập cho cán bộ, sinh viên. Số sách trong thư viện lên tới 6 vạn cuốn. Trường đã có 15 phòng thí nghiệm với thiết bị khá đủ. Từ 2 ban Văn-Sử và Toán-Lý, trường xây dựng thành 4 khoa: Văn, Toán, Lý, và Hoá-Sinh, cùng 4 bộ môn trực thuộc, gồm 140 cán bộ giảng dạy. Ba khoá sinh viên đã tốt nghiệp ra trường, đóng góp cho đất nước 1.085 giáo viên THPT trẻ tuổi.
Tận tuỵ với nghề, GS Nguyễn Thúc Hào biên soạn nhiều bộ giáo trình: Hình học giải tích, Hình học vi phân, Giải tích, Hình học vectơ, Hình học tuyến tính. Trong nhiều năm liền, ông còn dịch sang tiếng Việt 14 cuốn sách toán từ ba thứ tiếng Nga, Anh, Pháp, như: Giải tích tenxơ và hình học Riemann của Rashevsky, Cơ sở lý thuyết mặt của Kagan (từ tiếng Nga); Không gian, thời gian, vật chất của H. Weyl, Toán Ricci của J. A. Schouten (từ tiếng Anh); Không gian liên thông xạ ảnh của Élie Cartan, Xác suất và ứng dụng của H. Cramer, Thuyết tương đối và điện động lực học của A. Lichnerowicz (từ tiếng Pháp), v.v. 
Giáo sư Nguyễn Thúc Hào đã góp phần đào tạo được nhiều học trò xuất sắc và xây dựng nền tảng quan trọng cho nền toán học Việt Nam hiện đại. Ông cũng được coi là người đặt nền móng cho nền giáo dục Đại học tại Việt Nam. Trong các thế hệ học trò của giáo sư Nguyễn Thúc Hào, nhiều người đã trở thành những gương mặt khoa học quen thuộc, như: Hoàng Tụy, Nguyễn Văn Trương, Nguyễn Đình Tứ, Đinh Ngọc Lân, Nguyễn Văn Hiệu, Vũ Đình Cự, Nguyễn Văn Đạo, Phan Đình Diệu, Nguyễn Đình Trí, Hà Văn Mạo, Văn Như Cương,... Cũng có vài người trở thành nhà báo có tiếng như Nguyễn Hữu Chỉnh,... Đó là chưa kể các lớp học trò của giáo sư Hào trong 10 năm ông dạy tại trường Quốc học Huế (1935–1945); về sau, nhiều người đã trở thành những nhà thơ, nhà văn, nhạc sĩ như Tố Hữu, Huy Cận,...